# Glenea triangulifera
Glenea triangulifera là một loài bọ cánh cứng trong họ Cerambycidae.